# Paraepepeotes westwoodii
Paraepepeotes westwoodii es una especie de escarabajo longicornio del género Paraepepeotes, tribu Monochamini, subfamilia Lamiinae. Fue descrita científicamente por Westwood en 1848.

## Descripción
Mide 30-35 milímetros de longitud.

## Distribución
Se distribuye por India.